# Bosc Estatal de l'Alt Vallespir
El Bosc Estatal de l'Alt Vallespir (en francès, oficialment, Forêt Domaniale du Haut-Vallespir) és un bosc de domini públic del terme comunal de Prats de Molló i la Presta, a la comarca del Vallespir, de la Catalunya del Nord.
El bosc, que ocupa 116 km² (el més extens de la Catalunya del Nord), s'estén per tota la zona muntanyosa del sud-oest, oest i nord-oest del terme, en els vessants meridionals del Massís del Canigó.
El bosc està sotmès a una explotació gestionada per l'ONF (Office National des Forêts). Té el codi d'aquest organisme F16249Y.